# Nationale Akademie der Wissenschaften Aserbaidschans
Die Nationale Akademie der Wissenschaften Aserbaidschans (aserbaidschanisch Azərbaycan Milli Elmlər Akademiyası [AMEA]; englisch Azerbaijan National Academy of Sciences [ANAS]; russisch Национальная академия наук Азербайджана [НАНА]) ist die staatliche Akademie der Wissenschaften der Republik Aserbaidschan. 2001 wurde sie zur Nationalen Akademie der Wissenschaften und damit zur höchsten wissenschaftlichen Organisation in Aserbaidschan erhoben.

## Geschichte

### Vorläufer
Die Nationale Akademie der Wissenschaften sieht ihre Wurzeln in der 1923 in Baku durch die Initiative von Nəriman Nərimanov gegründeten „Aserbaidschanischen Gesellschaft für wissenschaftliche Forschung und Studien“. 1925 wurde die wissenschaftliche Gesellschaft unter staatliche Kontrolle gestellt und 1929 als „Aserbaidschanisches Staatliches Forschungsinstitut“ neuorganisiert. 1932 wurde das Institut zur aserbaidschanischen Filiale der Transkaukasischen Abteilung der Akademie der Wissenschaften der UdSSR und Ruhulla Axundov zum Leiter ernannt. 1935 wurde die Filiale zur eigenständigen Organisation innerhalb der Akademie der Wissenschaften der UdSSR erhoben und die bis dahin bestehenden Sektionen und Kommissionen zu Forschungsinstituten erhoben. Iwan Gubkin wurde zum Vorsitzenden des Präsidiums gewählt, später folgte Sergei Namjotkin auf diese Position.

### Gründung und Sowjetzeit
Am 23. Januar 1945 wurde per Dekret des Rats der Volkskommissare der Sowjetunion die aserbaidschanische Zweigstelle zur Akademie der Wissenschaften der AsSSR umgewandelt. Die ersten elf wirklichen Mitglieder waren der Komponist und Musikwissenschaftler Üzeyir Hacıbəyov, der Dichter Səməd Vurğun, der Schriftsteller Mirzə İbrahimov, der Chemiker Yusif Məmmədəliyev, die Geologen Mirəli Qaşqay, Şamil Əzizbəyov und Ələşrəf Əlizadə, der Chirurg Mustafa Topçubaşov, der Botaniker Aleksandr Qrossheym, die Architekten Sadıq Dadaşov und Mikayıl Hüseynov, der Physiker İosif Yesman, der Philosoph Heydər Hüseynov und der Pathologe İvan Şirokoqorov. Bei der ersten Hauptversammlung am 31. März 1945 wurde Mirəsədulla Mirqasımov zum Präsidenten der Akademie gewählt. Spätere Präsidenten der Akademie während der Sowjetzeit waren Yusif Məmmədəliyev (1947–1950, 1958–1961), Musa Əliyev (1950–1958), Zahid Xəlilov (1961–1967), Rüstəm İsmayılov (1967–1970), Həsən Abdullayev (1970–1983) und Eldar Salayev (1983–1997).

### Republik Aserbaidschan
Nach der Unabhängigkeit Aserbaidschans setzte die Akademie ihre Arbeit fort. Am 15. Mai 2001 wurde die Akademie durch den Präsidenten der Republik Aserbaidschan Heydər Əliyev zur Nationalen Akademie der Wissenschaften und somit zur höchsten wissenschaftlichen Organisation des Landes erhoben. 2004 wurde die Akademie mit der Herausgabe der Aserbaidschanischen Nationalen Enzyklopädie (Azərbaycan Milli Ensiklopediyası) als Nachfolger zur zwischen 1976 und 1987 in 10 Bänden erschienenen Aserbaidschanischen Sowjet Enzyklopädie (Азәрбајҹан Совет Енсиклопедијасы) beauftragt. Präsidenten der Akademie waren in dieser Zeit Eldar Salayev (1983–1997), Fəraməz Maqsudov (1997–2000), Mahmud Kərimov (2001–2013) Akif Əlizadə (2013–2019) und Ramiz Mehdiyev (2019–2022); seit 2022 ist İsa Həbibbəyli Präsident der Akademie.

## Struktur und Organisation

### Hauptversammlung
Das oberste Organ der Nationalen Akademie der Wissenschaften Aserbaidschans ist die mindestens einmal jährlich stattfindende Hauptversammlung. Die Hauptversammlung bestimmt die Größe des Präsidiums und wählt die Mitglieder des Präsidiums alle fünf Jahre, einschließlich des Präsidenten der Nationalen Akademie der Wissenschaften. Weiterhin obliegt ihr die Wahl der wirklichen und korrespondierenden Mitglieder, die Ernennung der Ehrenmitglieder und die Wahl der auswärtigen Mitglieder.

### Präsidium

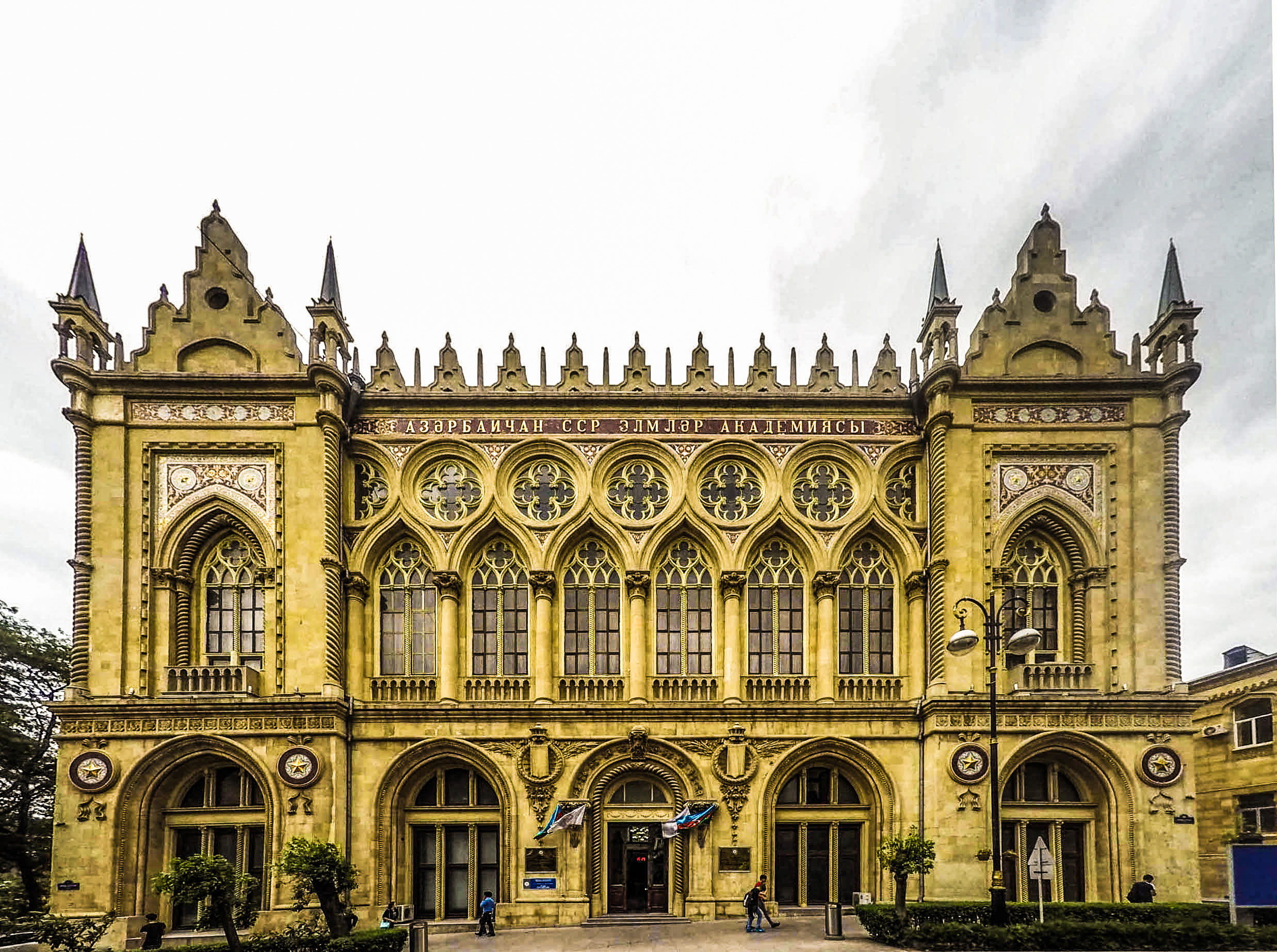
İsmailiyyə-Palast in Baku, Sitz des Präsidiums

Das Präsidium der Nationalen Akademie der Wissenschaften Aserbaidschans ist für die Verwaltung der Akademie zuständig. Bei der letzten Wahl im Juni 2018 wurde Akif Əlizadə als Präsident der Akademie bestätigt. Weiterhin wurden die Vizepräsidenten İsa Həbibbəyli, Tofiq Nağıyev, İbrahim Quliyev und Dilqəm Tağıyev wieder- und die Akademiemitglieder Bilal Bilalov, Nərgiz Paşayeva und İradə Hüseynova als Vizepräsidenten für fünf Jahre neugewählt. Zum akademischen Sekretär der Akademie wurde Rasim Əliquliyev gewählt.

### Mitglieder
Die Akademie besteht aus in geheimer Wahl gewählten wirklichen und korrespondierenden Mitgliedern sowie aus Ehrenmitgliedern und auswärtigen Mitgliedern. Die wirklichen Mitglieder der Akademie werden aus den Reihen der korrespondierenden Mitglieder gewählt.

### Institute und Organisationen
Die Nationale Akademie der Wissenschaften gliedert sich in sechs Abteilungen mit insgesamt 40 Forschungsinstituten.

#### Abteilung für Physikalische, Mathematische und Technische Wissenschaften
- Institut für Physik (Fizika İnstitutu, Fİ)
- Institut für Regelungssysteme (İdarəetmə Sistemləri İnstitutu, İSİ)
- Institut für Mathematik und Mechanik (Riyaziyyat və Mexanika İnstitutu, IMM)
- Institut für Strahlenprobleme (Radiasiya Problemləri İnstitutu, RPİ)
- Astrophysikalisches Observatorium Şamaxı (Şamaxı Astrofizika Rəsədxanası, ŞAR)
- Institut für Informationstechnik (İnformasiya Texnologiyaları İnstitutu, İTİ)
- Institut für Biophysik (Biofizika İnstitutu)

#### Abteilung für Chemische Wissenschaften
- Institut für Petrochemische Prozesse (Neft Kimya Prosesləri İnstitutu, NKPİ)
- Institut für Katalyse und Anorganische Chemie (Kataliz və Qeyri-üzvi kimya İnstitutu, KQKİ)
- Institut für Additivchemie (Aşqarlar Kimyası İnstitutu, AKİ)
- Institut für Polymermaterialien (Polimer Materialları İnstitutu, IPM)

#### Abteilung für Geowissenschaften
- Institut für Öl und Gas (Neft-Kimya Prosesləri İnstitutu, NKPİ)
- Institut für Geographie (Coğrafiya İnstitutu, GEO)
- Institut für Geologie und Geophysik (Geologiya və Geofizika İnstitutu, GİA)
- Nationale Erdbebenwarte (Respublika Seysmoloji Xidmət Mərkəzi)

#### Abteilung für Biologische und Medizinische Wissenschaften
- Institut für Molekularbiologie und Biotechnologie (Molekulyar Biologiya və Biotexnologiyalar İnstitutu, IMBB)
- Institut für Botanik (Botanika İnstitutu)
- Institut für Zoologie (Zoologiya İnstitutu)
- Institut für Physiologie (Fiziologiya İnstitutu)
- Institut für Mikrobiologie (Mikrobiologiya İnstitutu)
- Zentraler Botanischer Garten (Mərkəzi Nəbatat Bağı)
- Institut für Dendrologie (Dendrologiya İnstitutu)
- Institut für Bodenkunde und Agrochemie (Torpaqşünaslıq və Aqrokimya İnstitutu)
- Institut für Genetische Ressourcen (Genetik Ehtiyatlar İnstitutu, AGRI)

#### Abteilung für Geisteswissenschaften

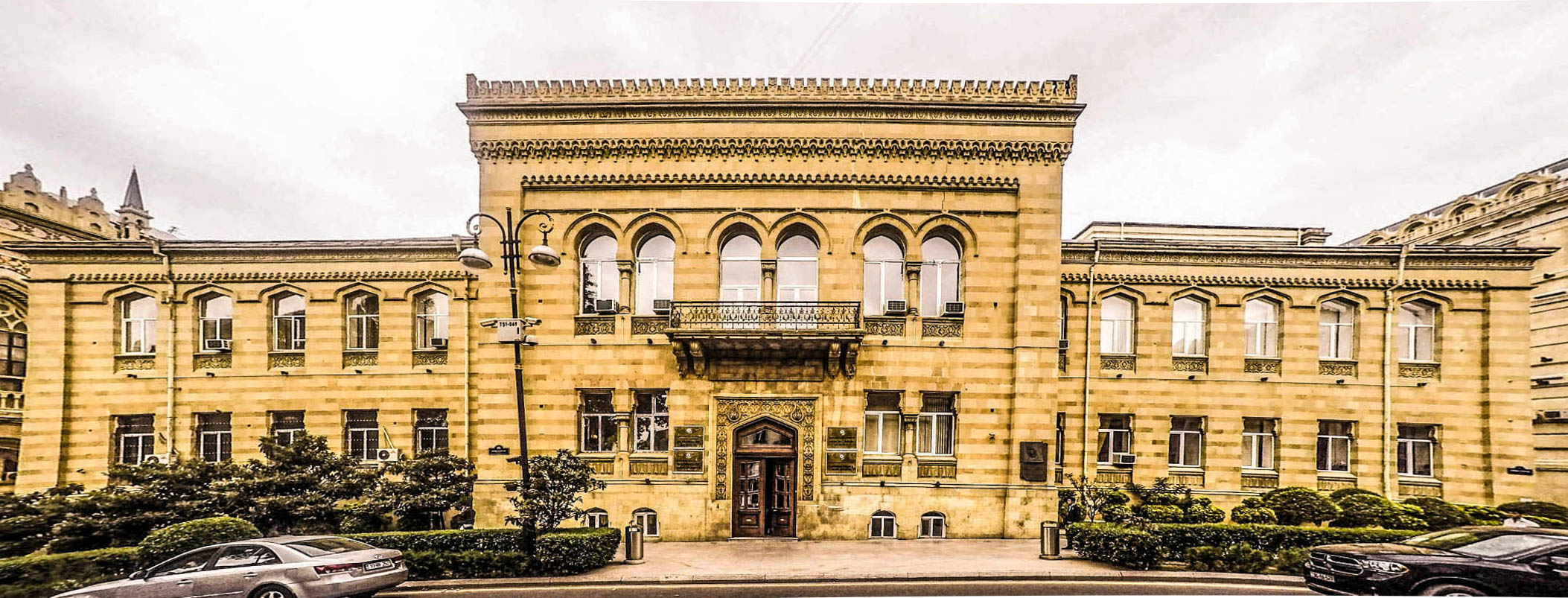
Institut für Handschriften in Baku

- Institut für Handschriften (Əlyazmalar İnstitutu)
- Institut für Architektur und Kunst (Memarlıq və İncəsənət İnstitutu, Mİİ)
- Institut für Folklore (Folklor İnstitutu)
- Nationalmuseum für Aserbaidschanische Literatur (Milli Azərbaycan Ədəbiyyatı Muzeyi)
- Institut für Literatur (Ədəbiyyat İnstitutu)
- Institut für Linguistik (Dilçilik İnstitutu)
- Hüseyn-Cavid-Museum (Hüseyn Cavidin Ev Muzeyi)

#### Abteilung für Sozialwissenschaften

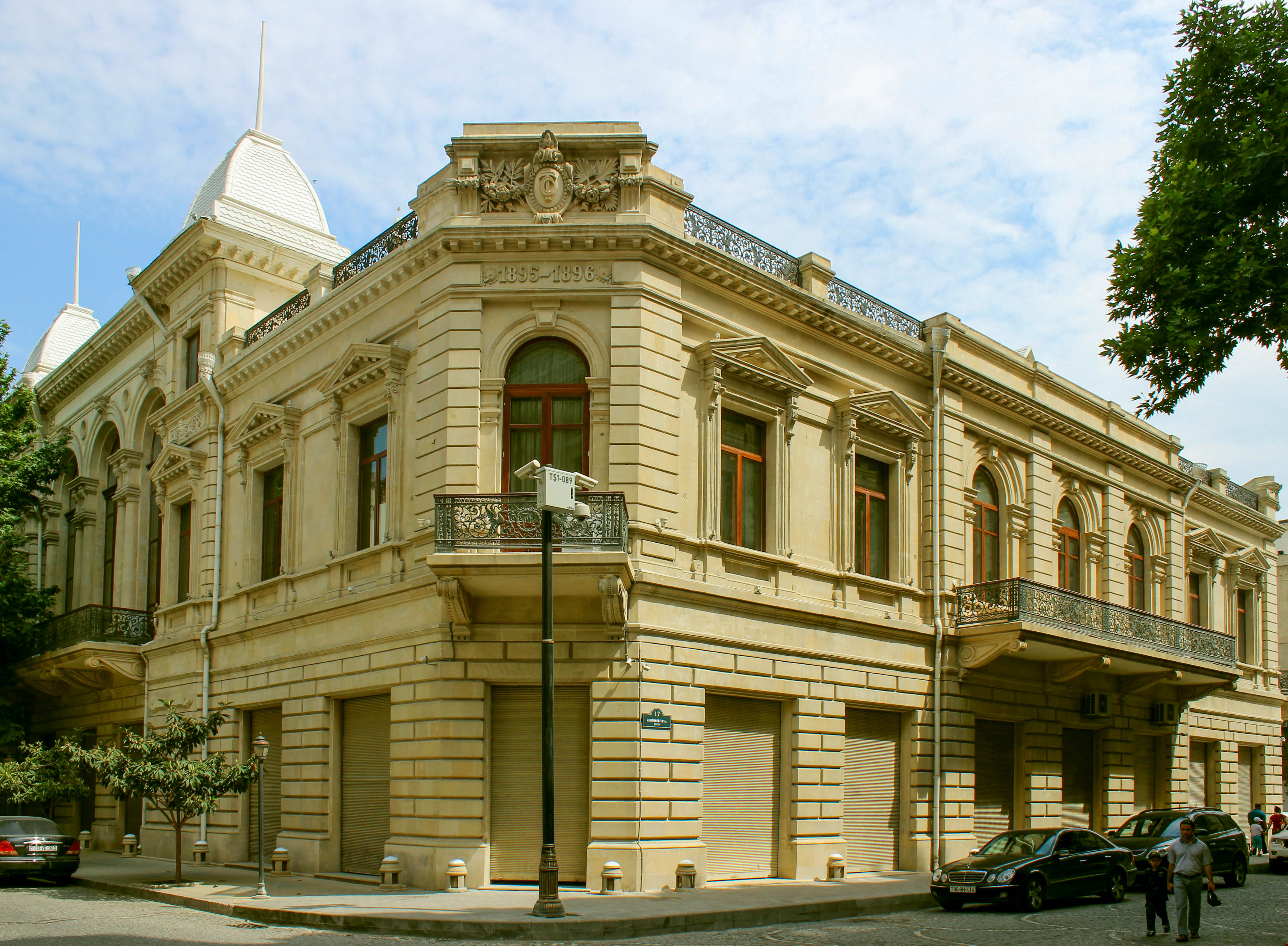
Nationalmuseum für Aserbaidschanische Geschichte in Baku

- Institut für Archäologie und Ethnographie (Arxeologiya və Etnoqrafiya İnstitutu)
- Institut für Philosophie (Fəlsəfə İnstitutu)
- Institut für Wirtschaft (İqtisadiyyat İnstitutu)
- Institut für Rechtswissenschaften und Menschenrechte (Hüquq və İnsan Haqları İnstitutu)
- Institut für Wissenschaftsgeschichte (Elm Tarixi İnstitutu)
- Institut für Kaukasistik (Qafqazşünaslıq İnstitutu)
- Nationalmuseum für Aserbaidschanische Geschichte (Milli Azərbaycan Tarixi Muzeyi)
- Institut für Geschichte (Tarix İnstitutu)
- Institut für Orientalistik (Şərqşünaslıq İnstitutu)

#### Angeschlossene Organisationen
Weiterhin gehören zur Nationalen Akademie der Wissenschaften das Forschungszentrum „Aserbaidschanische Nationale Enzyklopädie“, die Wissenschaftliche Zentralbibliothek, das Museum für Naturkunde, das spezielle Designbüro „Kybernetik“, der Elm-Verlag und der Koordinierungsrat für wissenschaftliche Forschung der Republik Aserbaidschan.

### Zweigstellen
Seit 2002 besteht eine Zweigstelle in Naxçıvan und seit 2012 eine Zweigstelle in Gəncə.